# Llewelyn Powys
Llewelyn Powys, né le 13 août 1884 à Dorchester, Royaume-Uni, et mort le 2 décembre 1939 à Clavadel, hameau de Davos en Suisse, est un écrivain britannique. Il est le frère des écrivains John Cowper Powys et Theodore Francis Powys.

## Biographie
Llewelyn Powys est le huitième fils du révérend Charles Francis Powys. Il grandit au presbytère de Montacute, Somerset, où son père est pasteur. Il étudie à Sherborne School et à Corpus Christi College (Université de Cambridge). Il se rend aux États-Unis en 1909, invité à donner des conférences à la Philadelphia Society for the extension of University teaching, où son frère John officiait depuis 1905. Il contracte la tuberculose pendant ce séjour. Il voyage ensuite, vivant quelque temps en Suisse, puis se fixe de 1914 à 1919 chez son frère William près de Gilgil en Afrique orientale britannique (aujourd’hui le Kenya). Ce séjour consacré à l’agriculture se révèle fécond pour son œuvre à venir.
En 1920, il retourne en Amérique pour travailler comme journaliste. Alors qu'il vit à New York, il rencontre et épouse en 1924 la romancière Alyse Gregory (1884-1967), rédactrice de la revue The Dial. En 1925, le couple s'installe à la ferme Chydyok dans le Dorset, où ses deux sœurs, la poétesse et romancière Philippa Powys, et l'artiste Gertrude Powys occupent le cottage adjacent.
Llewelyn Powys décédè de la tuberculose à Davos, en Suisse, en 1939.

## Œuvre
- Confessions of Two Brothers (1916) avec John Cowper Powys
- Ebony and Ivory (1923) autobiographie
- Thirteen Worthies (1923) essais
- Honey and Gall (1924) autobiographie
- Black Laughter (1925)
- Cup-Bearers of Wine and Hellebore (1924)
- Skin for Skin (1925) autobiographie
- The Verdict of Bridlegoose (1926)
- Henry Hudson (1927)
- Out of the Past
- The Cradle of God (1929)
- The Pathetic Fallacy (1930)
- An Hour on Christianity (1930)
- Apples Be Ripe (1930)
- A Pagan's Pilgrimage (1931)
- Impassioned Clay (1931)
- The Life and Times of Anthony à Wood (1932)
- Now That The Gods Are Dead (1932)
- Glory of Life (1934)
- Earth Memories (1935)
- Damnable Opinions (1935)
- Dorset Essays (1935)
- The Twelve Months (1936)
- Somerset Essays (1937)
- Rats in the Sacristy (1937)
- The Book of Days (1937)
- Love and Death (1939)
- A Baker's Dozen (1940)
- Old English Yuletide (1940)
- The Letters of Llewelen Powys (1943) édition de Louis Wilkinson, introduction de Alise Gregory[6], Londres, John Lane, 1943
- Swiss Essays (1947)
- Advice to a Young Man (1949)
- Llewelyn Powys: A Selection (1952) édition de Kenneth Hopkins

### Traductions françaises
- L'Amour, la mort, traduction de Love and death par Patrick Reumaux, Phébus, 1998  (ISBN 2-85940-545-3)
- Scènes de chasse en famille, recueil collectif de la famille Powys avec John Cowper, Llewellyn & Philippa, trad. fr. Patrick Reumaux, Éditions Brunet Elisabeth, 476 p., 2003
- Gloire de la vie, traduction de Glory of life par Patrick Reumaux, Éd. Isolato, 2008  (ISBN 978-2-35448-011-0)
- Peau pour peau, traduction de Skin for skin par Marie-Christine Simian, Éd. Isolato, 2008  (ISBN 978-2-35448-009-7)
- Des rats dans la sacristie, préface de John Cowper Powys, bois gravés de Gertrude M. Powys, traduction de Rats in the sacristy par Patrick Reumaux, Éd. Isolato, 2008  (ISBN 978-2-35448-010-3)
- Rire Noir, traduction de Black Laughter, 1924, par Christiane Armandet et Anne Bruneau, Éd. Les Perséides, 2012  (ISBN 978-2-915596-87-8)
- Souvenirs terrestres, traduction de Earth Memories, 1934, par Patrick Reumaux, Éd. Isolato, 2012  (ISBN 978-2-35448-025-7)
- Que les noix brunissent, recueil d'essais traduits par Patrick Reumaux, illustrations de Bernard Duhem, Klincksieck, 2017  (ISBN 2-25204-051-3)
- De l'ébène à l'ivoire, traduction de Ebony and Ivory par Patrick Reumaux, Klincksieck, 2023  (ISBN 9-78225204-696-8)
- Les Pommes sont mûres, traduction de Apples Be Ripe par Matthieu Gouet, Torr, 2023  (ISBN 978-2-9588519-0-3)